# Curtimorda bisignata
Curtimorda bisignata es una especie de coleóptero de la familia Mordellidae.

## Distribución geográfica
Habita en el sur de Europa.